# 13962 Деламбр
13962 Деламбр (13962 Delambre) — астероїд головного поясу, відкритий 3 серпня 1991 року.
Тіссеранів параметр щодо Юпітера — 3,169.